# Сибірська АЕС
Сибірська атомна електростанція — виведена з експлуатації атомна електростанція в Росії, розташована в Томській області поблизу міста Томська. Перша промислова атомна електростанція в Радянському Союзі.

## Історія
Перший реактор на цій території був введений в експлуатацію в 1955 році, але він використовувався тільки для військових потреб, електроенергію тут почали виробляти лише після введення в експлуатацію першого енергетичного реактора у вересні 1958 року.
Перший двоцільовий водо-графітовий реактор ЭИ-2 (спочатку проєктувався як И-2) був запущений в експлуатацію в грудні 1958 року.
Спочатку станція мала потужність 100 МВт, яку потім довели до 600 МВт: у 1961 році ввели в експлуатацію реактор АДЕ-3, що виробляв плутоній, електроенергію і тепло.
Рішення про будівництво реакторів АДЕ-4 і АДЕ-5 було ухвалено в серпні 1957 року і підписано міністром середнього машинобудування Юхимом Славським.
Об'єкт спочатку призначався для напрацювання збройового плутонію на уран-графітових реакторах. Вироблення теплової та електричної енергії було позитивним побічним ефектом.
25 грудня 1963 року в експлуатацію було введено реактор АДЕ-4 і 1965 року - реактор АДЕ-5. У 1973 році було побудовано тепломагістраль до Томська, що забезпечує теплом обласний центр.
Станом на 2000-ті роки реактори давали 30-35 % тепла, необхідного для опалення житлового масиву Томська, понад 50 % для міста Сіверська і проммайданчиків СХК, решту енергетичних потреб Сіверська задовольняють за рахунок Сєвєрська ТЕЦ.
Електростанція була повністю закрита у 2008 році через радіоактивне забруднення. Всього в ній працювало п'ять реакторів: И-1, ЭИ-1, АДЕ-3, АДЕ-4 і АДЕ-5. Блок И-1 використовувався лише для виробництва плутонію, решта реакторів, крім виробництва плутонію для ядерної зброї, також використовувалися для виробництва тепла та електроенергії. Конструкція реакторів була подібна до пізніших реакторів РБМК, які служили, серед іншого, напр. в Чорнобилі. Це була друга найстаріша атомна електростанція в Радянському Союзі та найстаріша радянська атомна електростанція промислових розмірів.
У перспективі електростанцію планують замінити на Сєверську АЕС.